# Christian Dior
«Кристиа́н Дио́р» (Christian Dior SE) — французская компания, основанная дизайнером Кристианом Диором и предпринимателем Марселем Буссаком, как ателье высокой моды, в 1946 году.
В 1984 году была куплена предпринимателем Бернаром Арно. Современная компания Christian Dior SE по сути является номинальной, через которую группа семьи Арно осуществляет контроль над своей долей в компании LVMH — крупнейшем в мире производителем предметов роскоши. LVMH, среди прочих активов, владеет домом высокой моды Christian Dior.

## История
Французский дом моды Christian Dior был основан в 1946 году модельером Кристианом Диором и текстильным фабрикантом Марселем Буссаком («Королём хлопка», в то время самым богатым человеком во Франции). Ателье высокой моды было открыто в Париже, в особняке на Авеню Монтень. В феврале 1947 года Диором была представлена первая коллекция женской одежды, прозванная американскими журналистами New Look, которая произвела переворот в мире послевоенной моды. В 1948 году также при финансовой поддержке Марселя Буссака была основана парфюмерная компания Christian Dior Perfumes Ltd. Ещё больше о Кристиане Диоре узнали в 1950 году, когда он стал эксклюзивным дизайнером для актрисы Марлен Дитрих в фильме Альфреда Хичкока. Он стал одевать многих знаменитостей того времени на светские выходы. В 1949 году был открыт филиал в Нью-Йорке, в этом году на Dior пришлось 5 % французского экспорта, в том числе три четверти экспорта модной продукции. В 1952 году появился филиал в Лондоне, а в 1953 году — в Мексике, Кубе, Канаде и Италии. Популярность моделей Диора привела к появлению большого количества подделок под них, на что компания ответила выпуском удешевлённых версий моделей высокой моды сравнительно большими партиями, такая практика получила название прет-а-порте. Также начиная с 1950-х годов компания начала лицензировать право использовать торговую марку Dior сторонним предприятиям.
В середине 1950-х годов у Christian Dior было 8 дочерних компаний и 16 филиалов, в ней работало 1700 человек. В это время было выпущено несколько успешных линий (A, Y, Arrow, и Magnet), но ни одна из них не превзошла New Look.
После внезапной смерти в 1957 году Кристиана Диора, ведущим модельером дома был назначен Ив Сен-Лоран, пришедший в компанию в 1953 году. После того, как в 1960 году он был призван на военную службу (а после неё основал собственную компанию), художественное руководство дома перешло к Марку Боану, который был кутюрье дома «Кристиан Диор» почти 30 лет. Тем временем у Буссака, которому принадлежала треть компании, с начала 1970-х годов появились финансовые затруднения, а в декабре 1984 года его обанкротившуюся группу за символический франк купил Бернар Арно. Первым делом он ликвидировал безнадёжно убыточные текстильные фабрики (а их у Буссака было 65) и сконцентрировался на торговом центре Bon Marché и модельном доме Christian Dior. Модельный дом был преобразован в холдинговую компанию, вокруг которой Арно начал собирать другие дома мод и предприятия, специализирующиеся на предметах роскоши (Moët Hennessy, Louis Vuitton, Christian Lacroix, Celine, Hubert de Givenchy).
В 1989 году главным модельером стал Джанфранко Ферре, также в этом году было сокращено количество лицензий на использование торговой марки Dior, с 280 до 150. В начале 1990-х годов к флагманским магазинам в Париже, Нью-Йорке, Женеве и Гавайях были добавлены магазины в Гонконге, Сингапуре, Куала-Лумпуре, Каннах и Вайкики. К 1995 году объём продаж достиг миллиарда франков ($177 млн).
В октябре 1996 года на должность главного модельера был утверждён Джон Гальяно. Его первые коллекции, провокативные и чувственные, сразу же произвели фурор. В феврале 2011 года разразился скандал, когда Гальяно оскорбил посетителей в одном из парижских кафе. Его обвинили в антисемитских высказываниях (во Франции подобные высказывания запрещены законом и могут караться тюремным заключением сроком до шести месяцев). Практически сразу модельер был отстранён от работы, 1 марта 2011 года бренд Christian Dior официально объявил, что уволил Гальяно из-за возникших разногласий. В апреле 2012 года его пост занял Раф Симонс. В 2016 году его сменила Мария Грация Кьюри, став первой женщиной на должности креативного директора дома за всю его историю. В 2025 году Мария Грация Кьюри покинула пост креативного директора.
В 2001 году вновь[уточнить] открылся бутик Dior Homme на авеню Монтень, дом № 30. Концепцию оформления интерьера, соответствующую первой мужской коллекции дома, разработал дизайнер Хеди Слиман. Вскоре клиентами Dior Homme стали такие знаменитости, как Брэд Питт и Мик Джаггер.

## Christian Dior Perfume

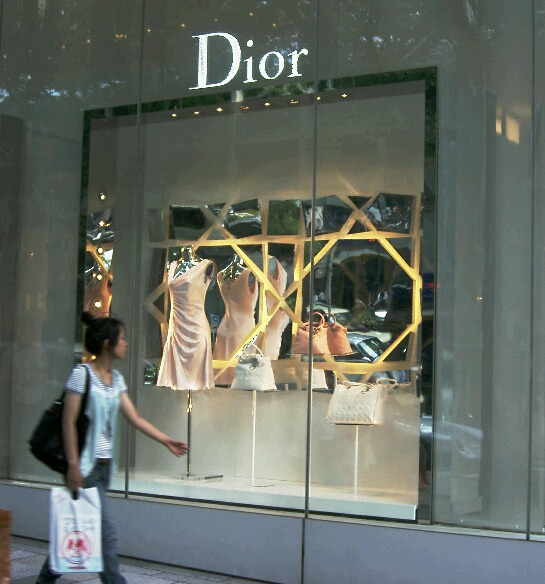
Dior в Омотэсандо, Токио, 2007 год

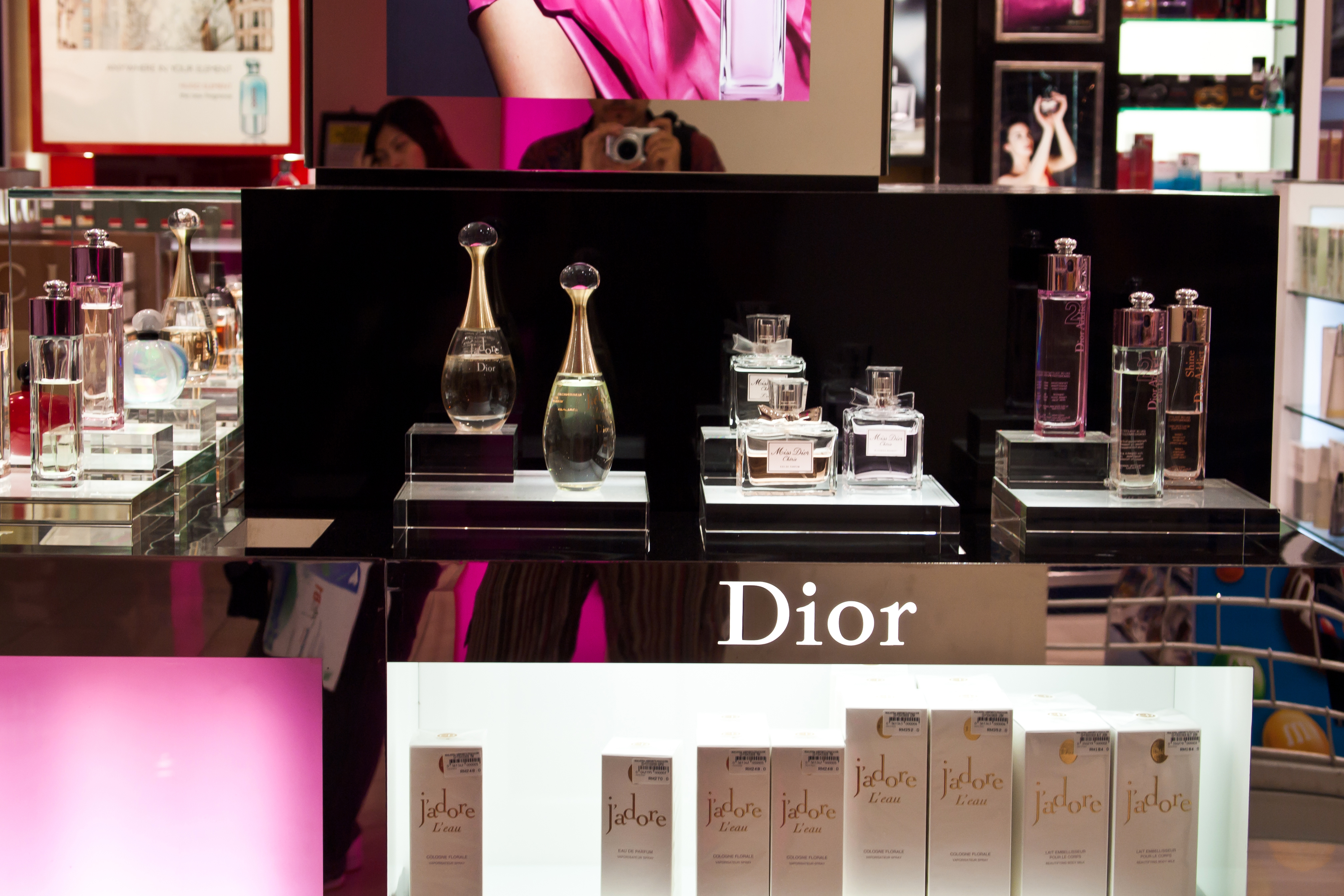
Продукция Dior в универмаге международного аэропорта Куала-Лумпура

Парфюмерия Christian Dior занимает 4-е место в мире по объёму продаж.
В 1980 году Dior выпустил мужской аромат Jules.В 1985 году были выпущены духи Poison.
В 2001 году был выпущен мужской аромат Higher, за ним последовал парфюм Addict в 2002 году.
В 2005 году были выпущены духи Miss Dior Chérie и Dior Homme.
Парфюмерному дому Dior принадлежат несколько открытий в области получения эссенций ароматов — в частности, эссенций ландыша и ванили. Среди классических ароматов компании — Miss Dior, Diorama, Diorissimo, Dioressence, Diorella — в их названиях обыграна фамилия Кристиана Диора, а флаконы и упаковки выполнены в «фирменном» стиле модельера: сочетание «трианоновского» серого, белого и розового цветов, медальоны a là Людовик XVI, атласные ленточки и упаковка с фактурой рогожки в рубчик «гусиная лапка».
С 2006 года главным парфюмером Christian Dior Perfume является Франсуа Демаши (фр. François Demachy).
Начиная с 1998 года главным дизайнером ювелирных украшений дома «Кристиан Диор» является Виктуар де Кастеллан.
В 2017 году компания Christian Dior S.A. формально продала модельный дом Christian Dior компании LVMH. Стоимость сделки составила $13,1 млрд.

## Собственники и руководство
Основным акционером является Arnault Family Group (97,43 %).
- Бернар Арно — председатель совета директоров с 1985 года, кроме этого до 2002 года был главным исполнительным директором. Также председатель совета директоров LVMH Moet Hennessy — Louis Vuitton SE.
- Сидней Толедано (Sidney Toledano) — главный исполнительный директор с 2002 года, в компании с 1994 года. Также председатель совета директоров John Galliano SA, Celine SA и Givenchy SA.

## Креативные директора
- Кристиан Диор — 1946—1957
- Ив Сен-Лоран — 1957—1960
- Марк Боан — 1960—1989
- Джанфранко Ферре — 1989—1997
- Джон Гальяно — 1997—2011
- Билл Гейттен — 2011—2012
- Раф Симонс — 2012—2015
- Серж Руффье И Люси Мейер 2015—2016
- Мария Грация Кьюри[англ.] — 2016—2025[7]
- Джонатан Андерсон[англ.] — c 2025[9]

Dior Homme
- Хеди Слиман — 2000—2007
- Крис Ван Асше — 2007—2018
- Ким Джонс — c 2018

## Деятельность
Деятельностью компании является 46-процентная доля в деятельности LVMH. Таким образом подразделения двух компаний совпадают:
- Одежда и изделия из кожи — одежда, обувь и аксессуары; компания владеет такими брендами, как Christian Dior, Louis Vuitton, Loewe, Marc Jacobs, Céline, Kenzo, Givenchy, Pink Shirtmaker, Emilio Pucci, Berluti, Loro Piana, Rimowa, Nicholas Kirkwood; производство осуществляется как на собственных фабриках, так и сторонними подрядчиками, расположенными преимущественно в Европе; продукция реализуется через сеть из более, чем 1500 магазинов; оборот €30,9 млрд;
- Розничная торговля — включает торговые сети Duty Free Shoppers (беспошлинные магазины в аэропортах, а также 20 торговых центров под названием Galleria в крупнейших городах мира), Starboard Cruise Services (магазины на круизных лайнерах) и Sephora (косметика и парфюмерия), а также торговые центры в Париже, Le Bon Marché Rive Gauche (универмаг) и La Grande Épicerie de Paris (продуктовый); оборот €11,8 млрд;
- Парфюмерия и косметика — включает торговые марки Parfums Christian Dior, Guerlain, Parfums Givenchy, Kenzo Parfums, Benefit Cosmetics, Fresh, Perfumes Loewe, Make Up For Ever, Acqua di Parma, Kendo, Maison Francis Kurkdjian; почти все производственные мощности находятся во Франции и являются собственностью компании; некоторые из брендов имеют собственные сети бутиков, но основным каналом сбыта являются сторонние и собственные розничные сети, такие как Sephora; оборот €6,6 млрд;
- Вина и спиртные напитки — производство и реализация вин (Moët & Chandon, Dom Pérignon, Veuve Clicquot, Ruinart, Krug, Mercier), коньяка (под торговой маркой Hennessy) и других спиртных напитков (виски Woodinville Whiskey Company, Glenmorangie и Ardbeg, водка Belvedere, текила Volcán De Mi Tierra); около 20 % виноматериала дают собственные виноградники во Франции (хозяйства Château d’Yquem, Château Cheval Blanc, Domaine du Clos des Lambrays), Аргентине (Terrazas de Los Andes и Cheval des Andes), Австралии (Cape Mentelle) и Новой Зеландии (Cloudy Bay), Калифорнии (Newton Vineyard), Бразилии, Испании (Numanthia Termes), КНР (Ao Yun) и Индии; оборот €6,0 млрд;
- Часы и ювелирные изделия — компании принадлежат такие бренды, как TAG Heuer, Hublot, Zenith, Bulgari, Chaumet, Fred; производство в основном осуществляется на собственных заводах во Франции, Швейцарии и Италии; оборот €9,0 млрд;
- другая деятельность включает французскую финансовую газету Les Echos, верфь по строительству яхт Royal Van Lent, сеть отелей Cheval Blanc, торговый комплекс в Париже La Samaritaine и парижский парк развлечений Le Jardin d’Acclimatation, а также расходы на содержание штаб-квартиры.

Географическое распределение выручки: Франция — 6 %, остальная Европа — 15 %, США — 26 %, Япония — 7 %, остальная Азия — 35 %, другие регионы — 11 %.
В списке крупнейших публичных компаний мира Forbes Global 2000 за 2019 год Christian Dior SE заняла 143-е место, в том числе 151-е по обороту, 263-е по чистой прибыли, 359-е по активам и 115-е по рыночной капитализации. С 2020 года не включается в этот список. Это самое высокое место из числа компаний, специализирующихся на одежде и обуви.

## Реклама
Бренд Dior создал прочные партнёрские отношения с голливудскими знаменитостями и влиятельными людьми, благодаря сотрудничеству с ними. Это позволило ему создать популярный имидж и привлечь более широкую аудиторию. Бренд работал с такими знаменитостями, как Дженнифер Лоуренс и Люпита Ньонго. Dior эффективно внедрила социальные медиа в свою маркетинговую коммуникационную стратегию, в рамках которой изображения и видео из кампаний публикуются как в официальном профиле Dior, так и на страницах послов знаменитостей в социальных сетях.
Примером такого успеха может служить рекламная кампания Secret Garden с участием певицы Рианны. В этой кампании она танцует под песню из своего альбома в зеркальном зале. Будучи связанной с песней Рианны, компания создала ощущение ассоциации с её брендом, что было выгодно компании, поскольку она была признана самой продаваемой знаменитостью в 2016 году. Несмотря на то, что такой охват не полностью подходит целевой аудитории Dior, сотрудничество с подобными Рианне позволяет компании взаимодействовать с большей частью рынка, поскольку число подписчиков Рианны в социальных сетях в четыре раза больше, чем у модного дома.
В 2024 году Dior представил Рианну в качестве нового лица своего аромата J'adore.
В своё время лицом бренда Dior являлись:
- Изабель Аджани (1985—1990)[19]
- Карла Бруни-Саркози (1996)[20]
- Милла Йовович (1999—2000)[21]
- Шарлиз Терон (2004—наст. время)
- Моника Беллуччи (2006—2010)[22][23]
- Ева Грин (2007—2008)[24]
- Марион Котийяр (2008—2017)[25][26][27]
- Джуд Лоу (2008—2012)[28]
- Натали Портман (2010—наст. время)[29][30]
- Мелани Лоран (2011—наст. время)[31]
- Мила Кунис (2012)[32]
- Дженнифер Лоуренс (2012—наст. время)[33][34]
- Роберт Паттинсон (2013—наст. время)
- Рианна (2015—наст. время)[35][36]
- Джонни Депп (2015—наст. время)[37]
- Анджелабейби (2017—наст. время)[38]
- Кара Делевинь (2019)[39][40]
- О Сехун (певец) (2020-наст. время)[41]
- Ким Джису (2020—наст. время)[42]
- Пак Чимин (2023—наст. время)[43]

В октября 2024 года Dior объявили индийскую актрису Сонум Капур своим новым амбассадором. 

## В искусстве

### В кинематографе
- «Миссис Харрис едет в Париж» — комедия Энтони Фабиана 2022 года.